# Jailton de Oliveira Lino

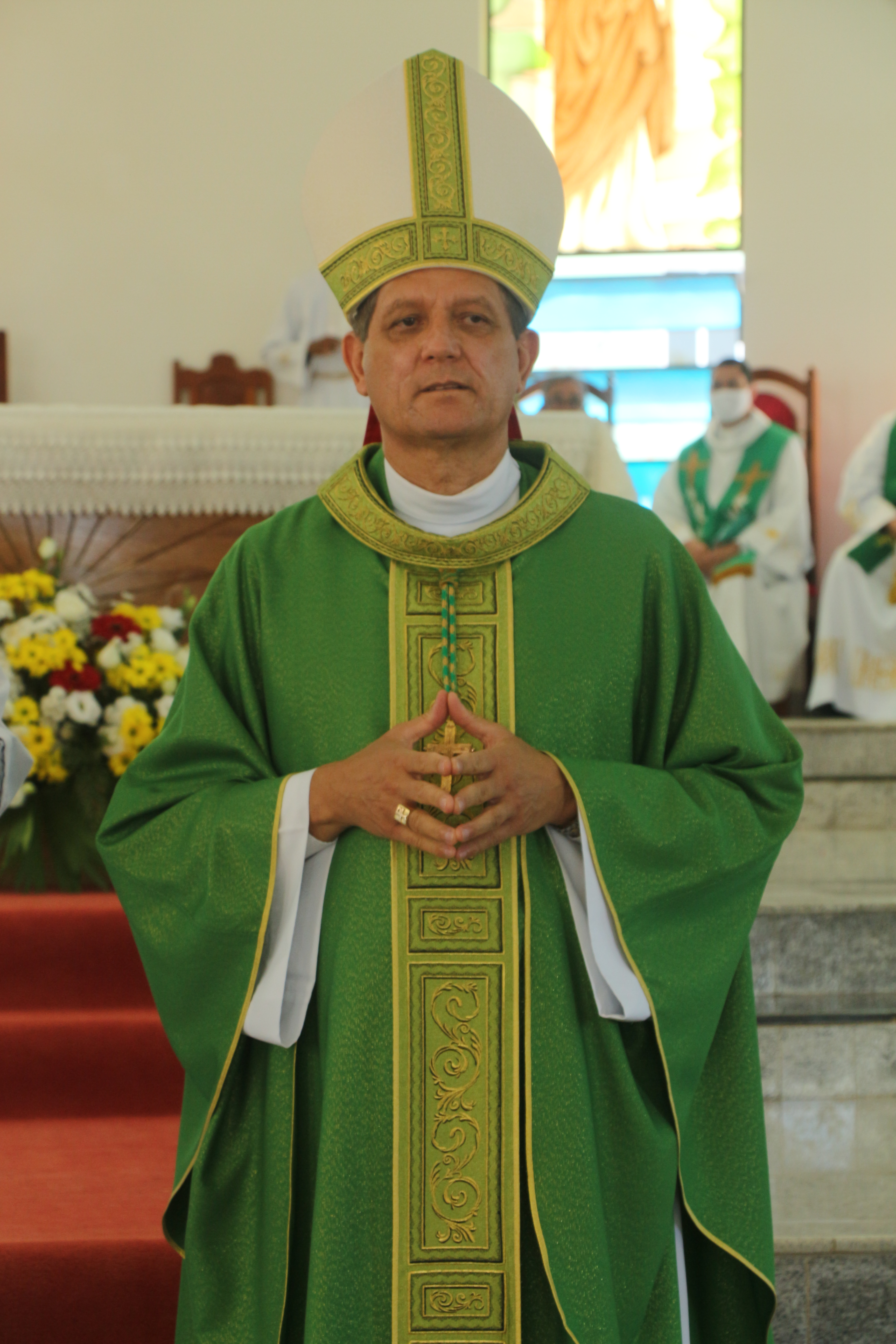
Jailton de Oliveira Lino

Bischofswappen von Jailton Oliveira Lino

Jailton de Oliveira Lino PSDP (* 28. Januar 1965 in Feira de Santana, Bahia, Brasilien) ist ein brasilianischer Ordensgeistlicher und römisch-katholischer Bischof von Itabuna.

## Leben
Jailton de Oliveira Lino trat der Ordensgemeinschaft der Armen Diener der Göttlichen Vorsehung bei und legte am 1. Januar 1985 die Profess ab. Er empfing am 17. Dezember 1988 das Sakrament der Priesterweihe.
Am 15. November 2017 ernannte ihn Papst Franziskus zum Bischof von Teixeira de Freitas-Caravelas. Der emeritierte Erzbischof von Feira de Santana, Itamar Navildo Vian OFMCap, spendete ihm am 13. Januar 2018 die Bischofsweihe; Mitkonsekratoren waren der Bischof von Osório, Jaime Pedro Kohl PSDP, und der Bischof von Caxias do Sul, Alessandro Carmelo Ruffinoni CS. Die Amtseinführung erfolgte am 9. Februar 2018. Ab dem 30. Oktober 2024 verwaltete er zusätzlich das Bistum Itabuna als Apostolischer Administrator.
Am 25. Februar 2025 ernannte ihn Papst Franziskus zum Bischof von Itabuna. Die Amtseinführung fand am 4. Mai desselben Jahres statt.